# Falatell
El Falatell és el ceptre del Rei Carnestoltes al Carnaval de Terra Endins de Torelló.
Segons la llegenda del Carnaval de Terra Endins, el falatell va ser construït per Xapot el Bruixot després d'un pacte amb el diable a canvi de la vida eterna.
El Falatell s'utilitza per designar el Rei Carnestoltes de cada edició. El Falatell reconeix un vilatà de Torelló com a legítim descendent del Rei Carnestoltes durant l'acte de presentació del Carnaval.